# Andrea Cipressa
Andrea Cipressa (Venecia, 14 de diciembre de 1963) es un deportista italiano que compitió en esgrima, especialista en la modalidad de florete.
Participó en dos Juegos Olímpicos de Verano en los años 1984 y 1988, obteniendo una medalla de oro en Los Ángeles 1984 en la prueba por equipos. Ganó cuatro medallas en el Campeonato Mundial de Esgrima entre los años 1985 y 1990.

## Palmarés internacional
| Juegos Olímpicos   | Juegos Olímpicos             | Juegos Olímpicos | Juegos Olímpicos    |
| Año                | Lugar                        | Medalla          | Prueba              |
| ------------------ | ---------------------------- | ---------------- | ------------------- |
| 1984               | Los Ángeles (Estados Unidos) | Medalla de oro   | Florete por equipos |
| Campeonato Mundial |                              |                  |                     |
| Año                | Lugar                        | Medalla          | Prueba              |
| 1985               | Barcelona (España)           | Medalla de oro   | Florete por equipos |
| 1985               | Barcelona (España)           | Medalla de plata | Florete individual  |
| 1986               | Sofía (Bulgaria)             | Medalla de oro   | Florete por equipos |
| 1990               | Lyon (Francia)               | Medalla de oro   | Florete por equipos |